# Stylophora subseriata
Stylophora subseriata е вид корал от семейство Pocilloporidae. Възникнал е преди около 23,03 млн. години по времето на периода палеоген. Видът не е застрашен от изчезване.

## Разпространение и местообитание
Разпространен е в Австралия, Бахрейн, Британска индоокеанска територия, Вануату, Джибути, Египет, Еритрея, Йемен, Израел, Индонезия, Йордания, Ирак, Иран, Катар, Кения, Кирибати, Коморски острови, Кувейт, Мавриций, Мадагаскар, Майот, Малайзия, Малки далечни острови на САЩ, Маршалови острови, Микронезия, Мозамбик, Науру, Нова Каледония, Обединени арабски емирства, Оман, Пакистан, Палау, Папуа Нова Гвинея, Реюнион, Саудитска Арабия, Сейшели, Сингапур, Соломонови острови, Сомалия, Судан, Тайланд, Танзания, Тувалу, Фиджи, Филипини и Южна Африка.
Обитава крайбрежията и скалистите дъна на океани, морета, заливи и рифове в райони с тропически климат.

## Описание
Популацията на вида е стабилна.